# Classics (album des Doors)
Pour les articles homonymes, voir Classics.
 (juillet 2017).
Si vous disposez d'ouvrages ou d'articles de référence ou si vous connaissez des sites web de qualité traitant du thème abordé ici, merci de compléter l'article en donnant les références utiles à sa vérifiabilité et en les liant à la section « Notes et références ».
Albums de The Doors
Alive, She Cried
(1983) The Best of The Doors
(1985)
Classics est une compilation, sortie en 1985, qui reprend certains des grands classiques du groupe de rock californien The Doors.
L'album est, initialement, publié aux États-Unis en vinyle.

## Liste des titres
| A1. | Strange Days          | Strange Days (1967)        | 3:05 |
| A2. | Love Her Madly        | L.A. Woman (1971)          | 3:18 |
| A3. | Waiting for the Sun   | Morrison Hotel (1970)      | 3:58 |
| A4. | My Eyes Have Seen You | Strange Days (1967)        | 2:22 |
| A5. | Wild Child            | The Soft Parade (1969)     | 2:36 |
| A6. | The Crystal Ship      | The Doors (1967)           | 2:30 |
| A7. | Five to One           | Waiting for the Sun (1968) | 4:22 |

| Face B | Face B                                  | Face B                                                             | Face B | Face B | Face B | Face B | Face B | Face B | Face B |
| No     | Titre                                   | Album original                                                     | Durée  |        |        |        |        |        |        |
| ------ | --------------------------------------- | ------------------------------------------------------------------ | ------ | ------ | ------ | ------ | ------ | ------ | ------ |
| B1.    | Roadhouse Blues (Live)                  | An American Prayer (1978) ; initialement sur Morrison Hotel (1970) | 3:49   |        |        |        |        |        |        |
| B2.    | Land Ho!                                | Morrison Hotel (1970)                                              | 4:08   |        |        |        |        |        |        |
| B3.    | I Can't See Your Face in my Hand        | Strange Days (1967)                                                | 3:18   |        |        |        |        |        |        |
| B4.    | Peace Frog                              | Morrison Hotel (1970)                                              | 2:52   |        |        |        |        |        |        |
| B5.    | The WASP (Texas Radio and the Big Beat) | L.A. Woman (1971)                                                  | 4:12   |        |        |        |        |        |        |
| B6.    | The Unknown Soldier                     | Waiting for the Sun (1968)                                         | 3:10   |        |        |        |        |        |        |
| 44:39  |                                         |                                                                    |        |        |        |        |        |        |        |

## Crédits
| Membres du groupe - Jim Morrison : chant - Robby Krieger : guitare - Ray Manzarek : piano, orgue, basse - John Densmore : batterie Membres additionnels - Douglass Lubahn : basse (sur les titres 1, 4-5, 7, 9-10 et 13) - Ray Neapolitan : basse (sur les titres extraits de Morrison Hotel) - Jerry Scheff : basse (sur les titres extraits de L.A. Woman) | Production - Production : Paul A. Rothchild (pour tous les titres sauf ceux extraits de L.A. Woman) - Co-production : Bruce Botnick (pour les titres extraits de L.A. Woman) - Ingénierie, remastering : Bruce Botnick - Direction artistique : Carol Friedman - Design : Carin Goldberg - Photographie : Joel Brodsky |